# 164. Preis der Diana 2022
Der 164. Preis der Diana 2022 (voller Name 164. Henkel-Preis der Diana – German Oaks) fand am 7. August 2022 auf der Galopprennbahn Düsseldorf-Grafenberg statt. Es war das 164. Ausgabe dieses seit 1857 ausgetragenen Rennens und war mit 500.000 € dotiert.
Es gewann Start-Ziel die von Andreas Wöhler für eine australische Besitzergemeinschaft trainierte und in Frankreich gezogene Stute Toskana Belle (Shamalgan – Tristane) vor Wagnis und Mylady. Mit einer Zeit 2:11,21 unterbot sie den erst im letzten Jahr aufgestellten Bahnrekord um fast eine Sekunde. Es war das erste Rennen in Deutschland überhaupt mit einer Durchschnittsgeschwindigkeit über 60 km/h über eine Distanz von mehr als 1600 Metern.

## Resultat
| 01 | Toskana Belle   | 10 | Kampf        | 300.000 € | Australian Bloodstock         | Andreas Wöhler       | Kerrin McEvoy        | 17,2 |
| 02 | Wagnis          | 01 | Kopf         | 100.000 € | Gestüt Röttgen                | Markus Klug          | Adrie de Vries       | 06,7 |
| 03 | Mylady          | 05 | 3⁄4 Länge    | 050.000 € | Gestüt Karlshof               | Markus Klug          | Lukas Delozier       | 11,0 |
| 04 | Mountaha        | 03 | 3 1⁄2 Längen | 027.000 € | Gestüt Schlenderhan           | Markus Klug          | Andrasch Starke      | 06,2 |
| 05 | Nachtrose       | 04 | 1⁄2 Länge    | 013.000 € | Stall Nizza                   | Peter Schiergen      | Bauyrzhan Murzabayev | 04,2 |
| 06 | Narmada         | 13 | 2 Längen     | 010.000 € | Gestüt Brümmerhof             | Marcel Weiß          | Rene Piechulek       | 20,5 |
| 07 | Toy             | 02 | 1 ⁄4 Längen  |           | Coolmore                      | Aidan P.O’Brien      | Ryan-Lee Moore       | 03,9 |
| 08 | Abhayaa         | 11 | 1⁄2 Länge    |           | N. Steinmann                  | Carina Fey           | Eddy Hardouin        | 26,9 |
| 09 | Mythicara       | 07 | 1 3⁄4 Längen |           | Stall tmb                     | Jean-Pierre Carvalho | Alexander Pietsch    | 51,5 |
| 10 | Enjoy The Dream | 12 | Kopf         |           | Gestüt Ittlingen u.S.J. Weiss | Markus Klug          | Maxim Pecheur        | 46,8 |
| 11 | Ability         | 09 | 1 ⁄4 Längen  |           | Gestüt Ittlingen              | Waldemar Hickst      | Thore Hammer-Hansen  | 41,3 |
| 12 | Atomic Blonde   | 08 | 4 1⁄2 Längen |           | Gestüt Karlshof               | Henk Grewe           | Michael Cadeddu      | 39,6 |
| 13 | Well Disposed   | 06 | 13 Längen    |           | Gestüt Röttgen                | Markus Klug          | William James Lee    | 16,5 |

## Bilder der Diana-SiegerinToskana Belle

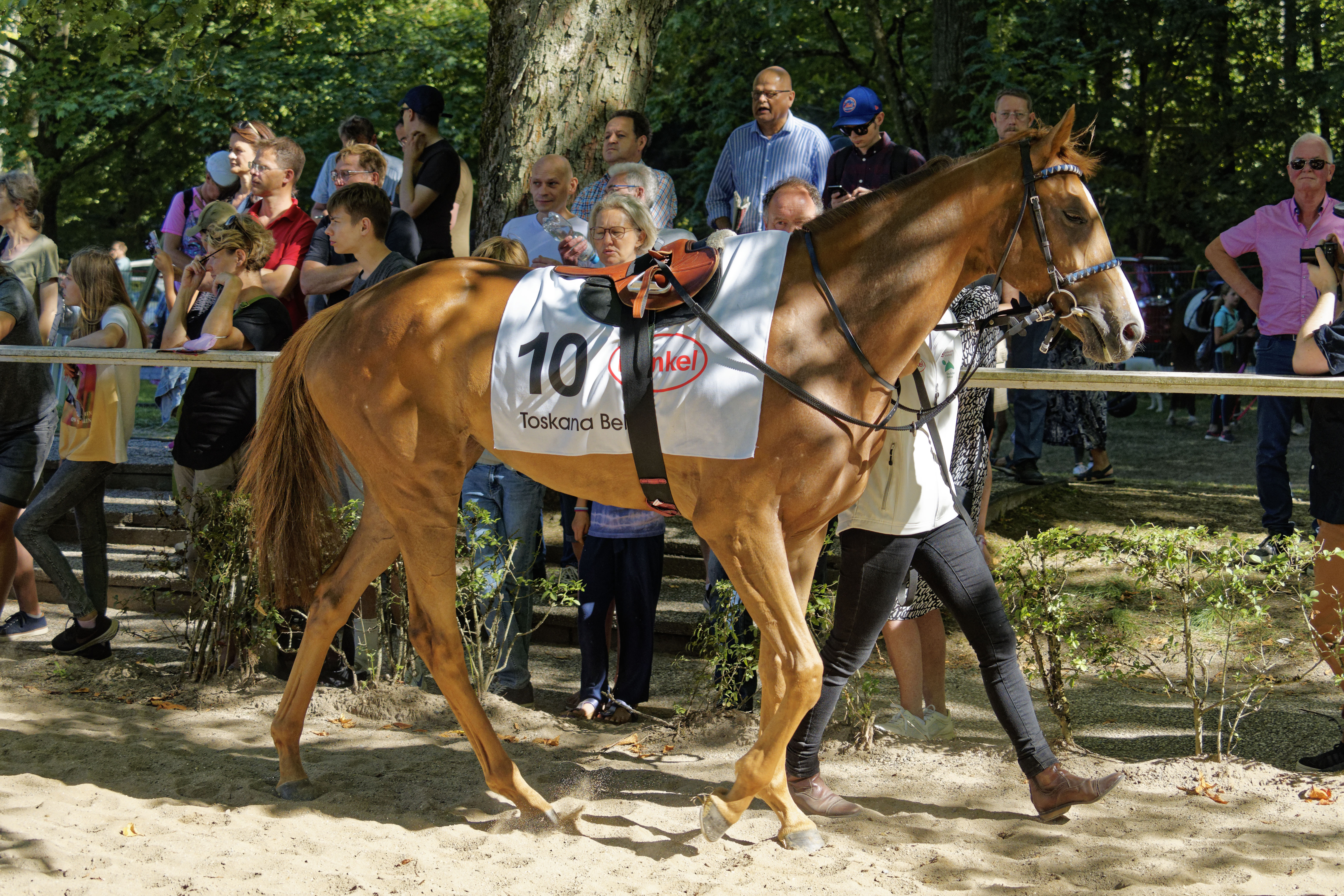
Toskana Belle im Führring
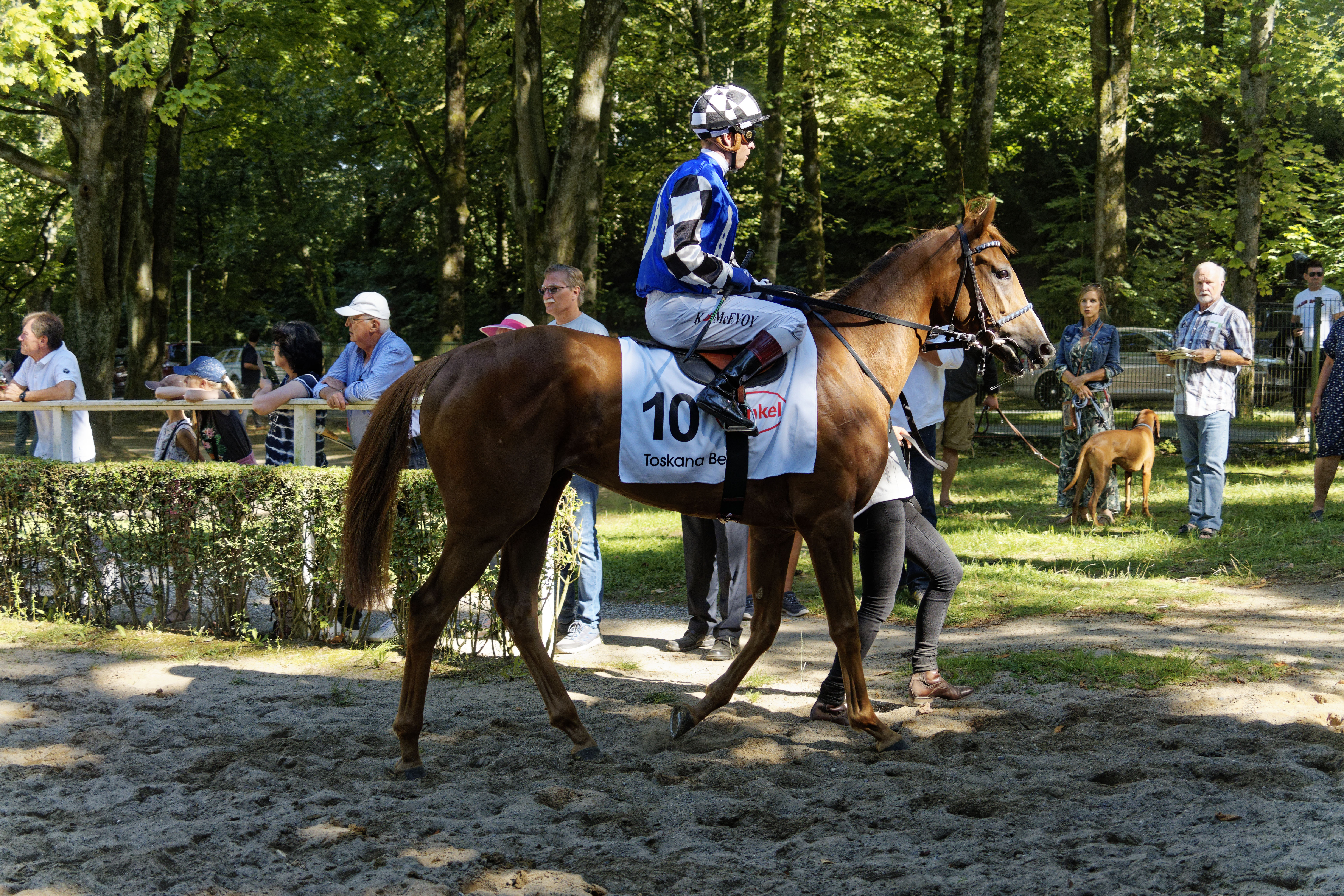
Toskana Belle verlässt mit Jockey Kerrin McEvoy den Führring
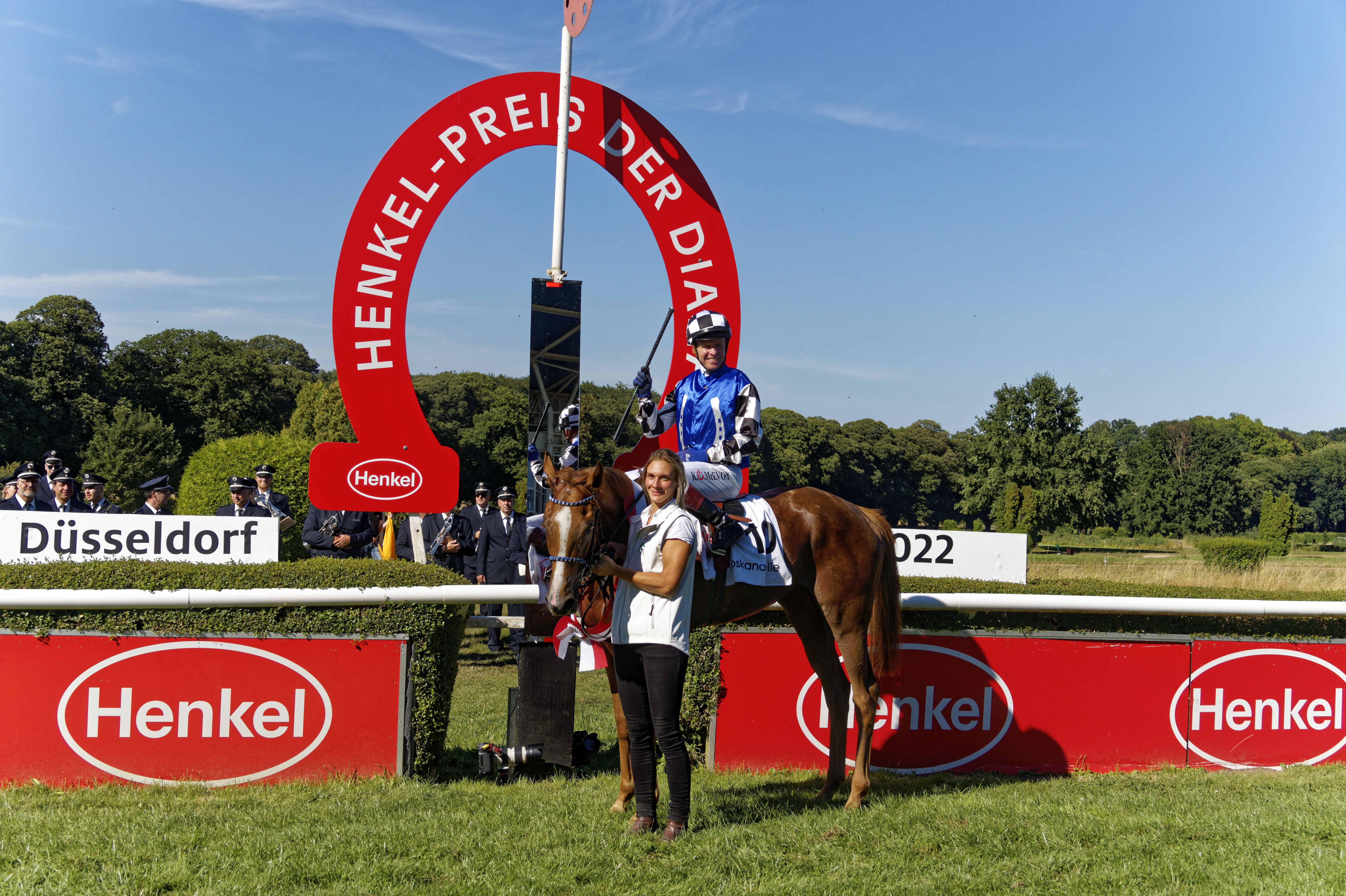
Toskana Belle vor der Siegerehrung mit Jockey Kerrin McEvoy
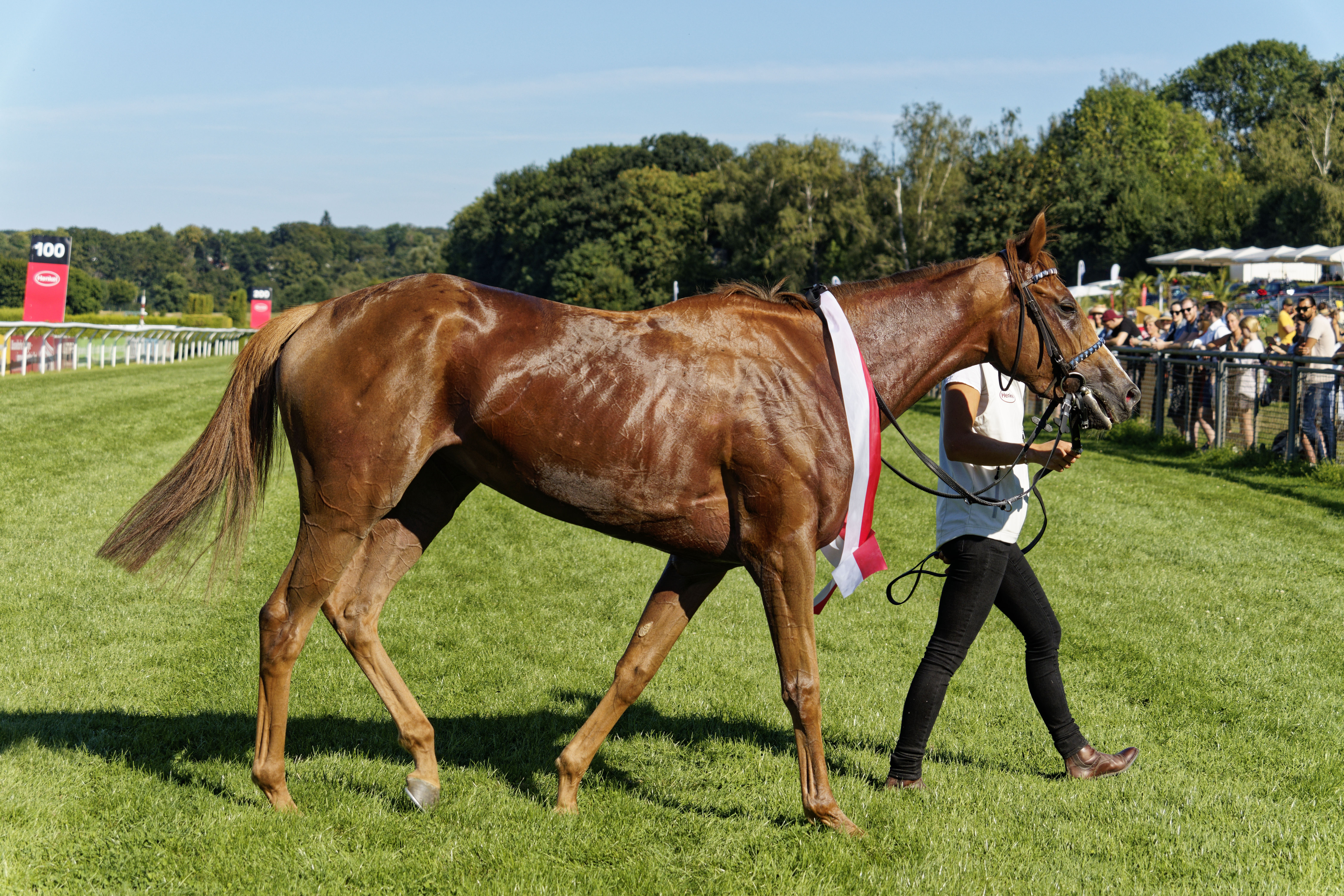
Toskana Belle nach der Siegerehrung

## Bilder der platzierten Pferde

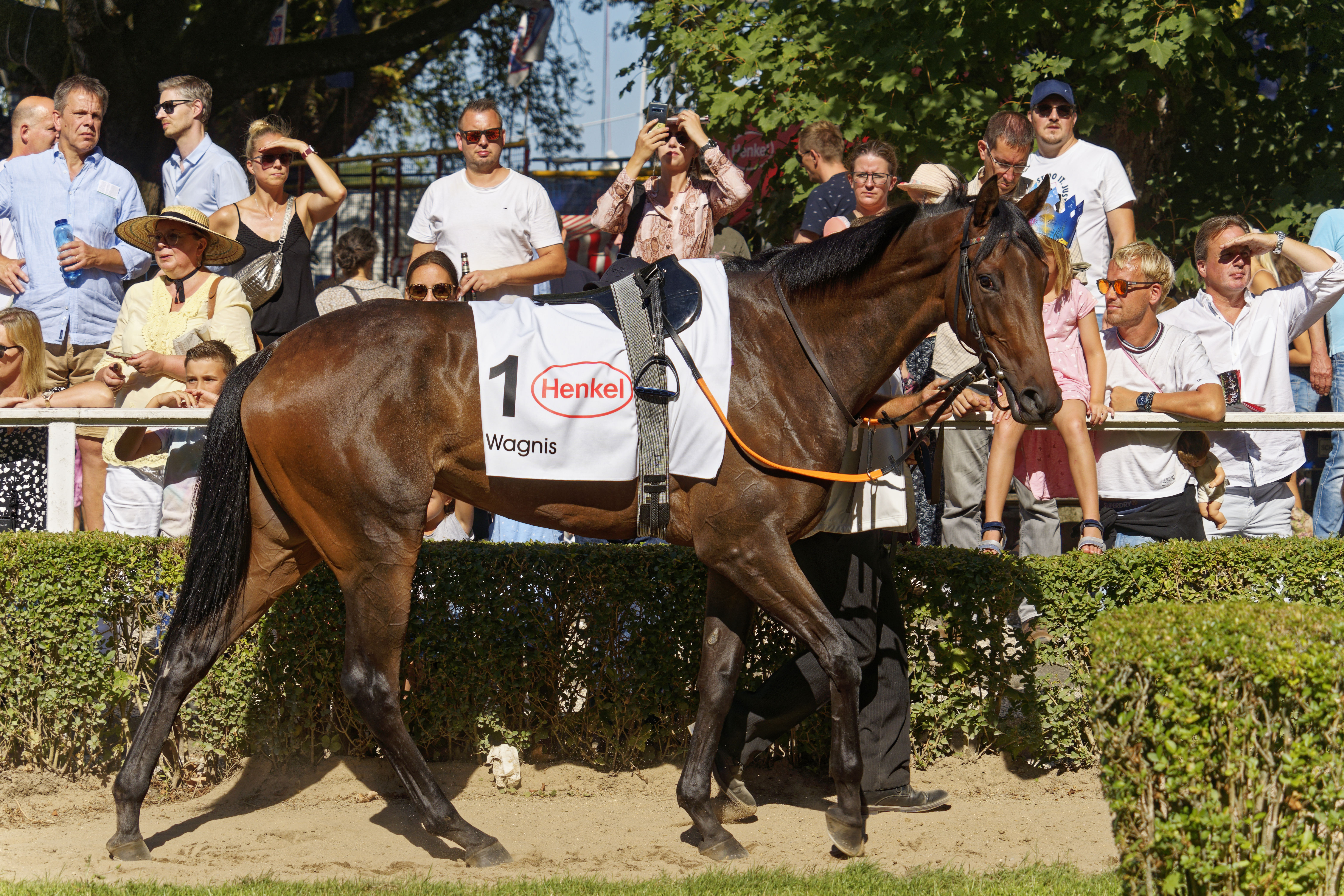
Wagnis
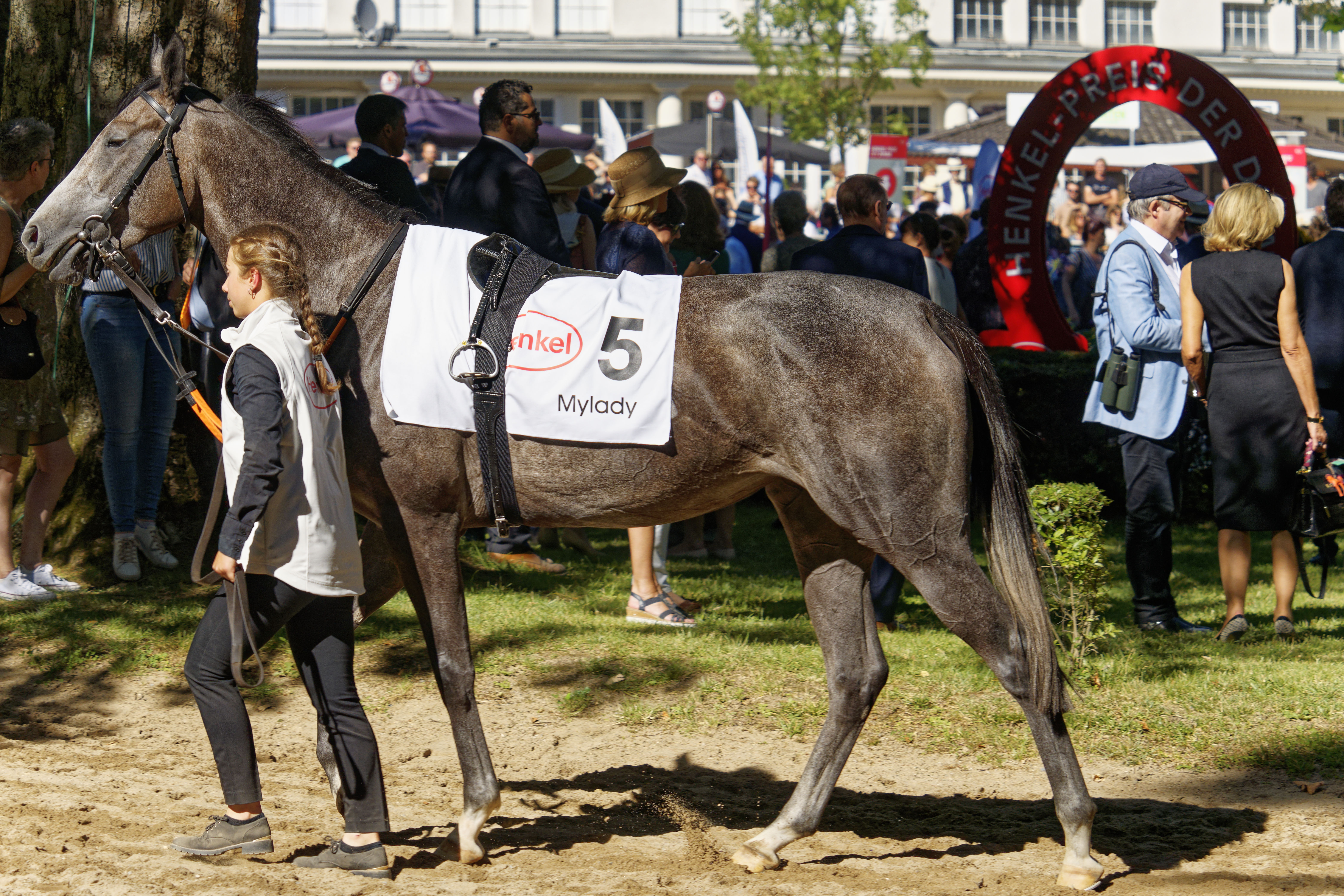
Mylady
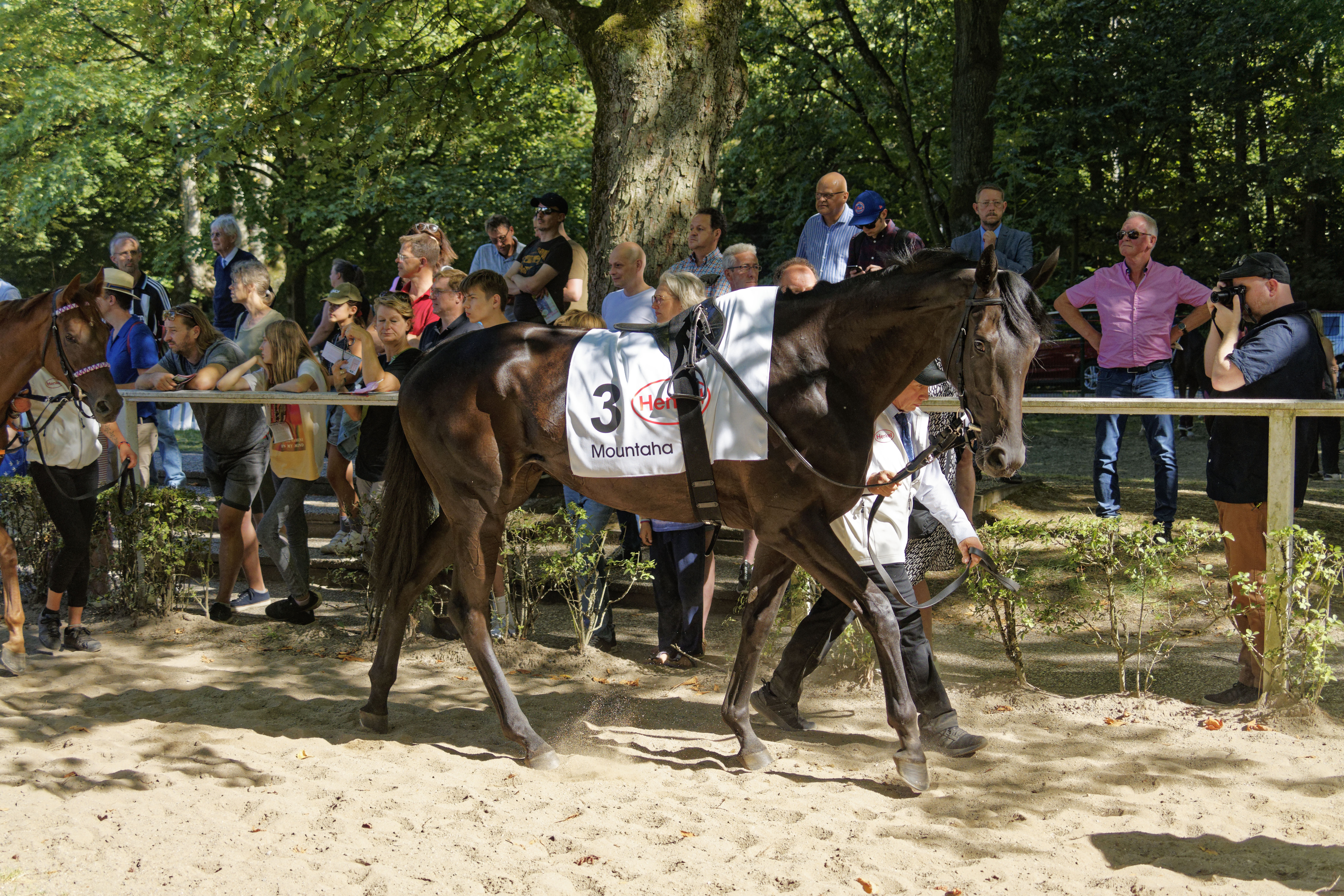
Mountaha
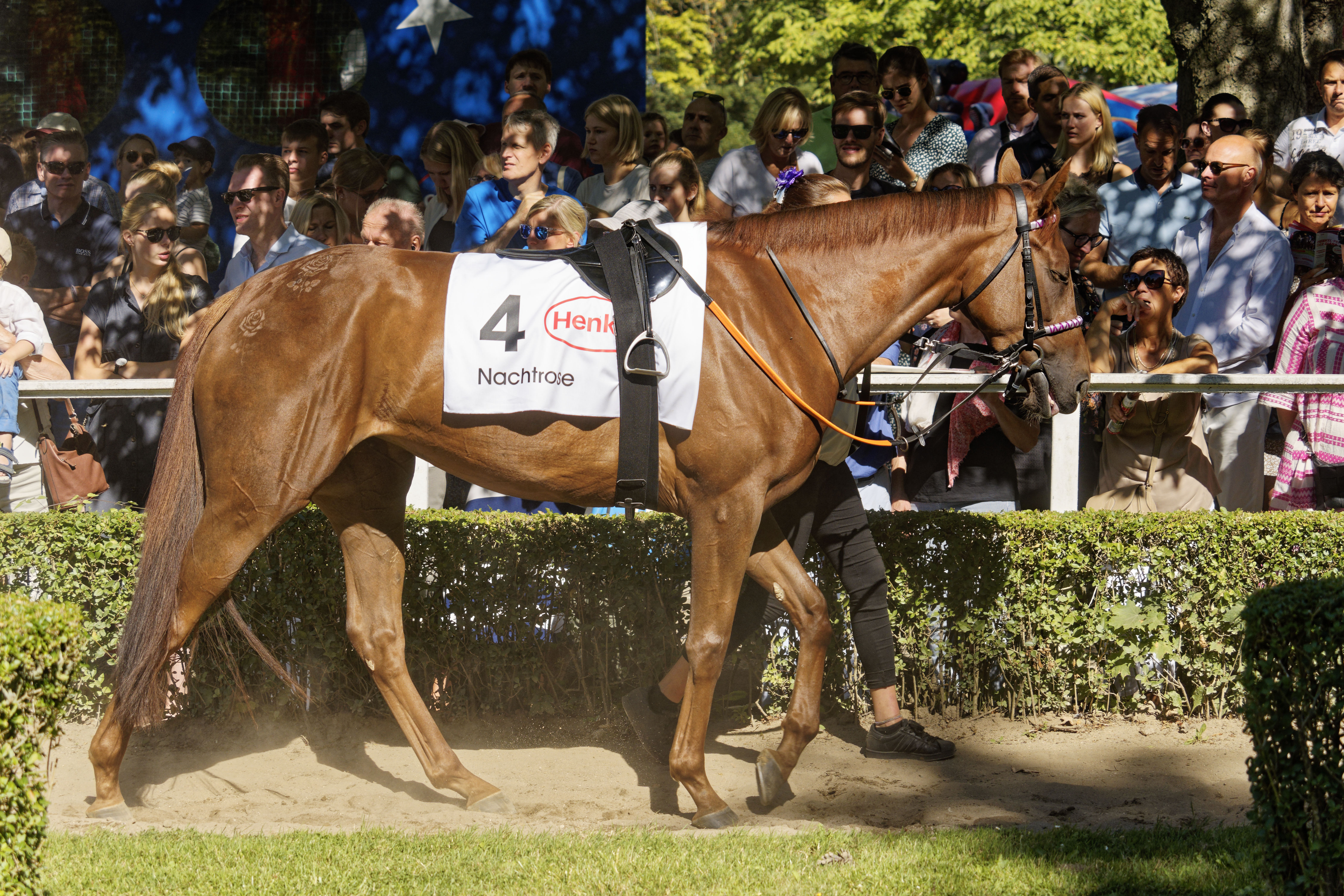
Nachtrose

## Bilder vom Rennen

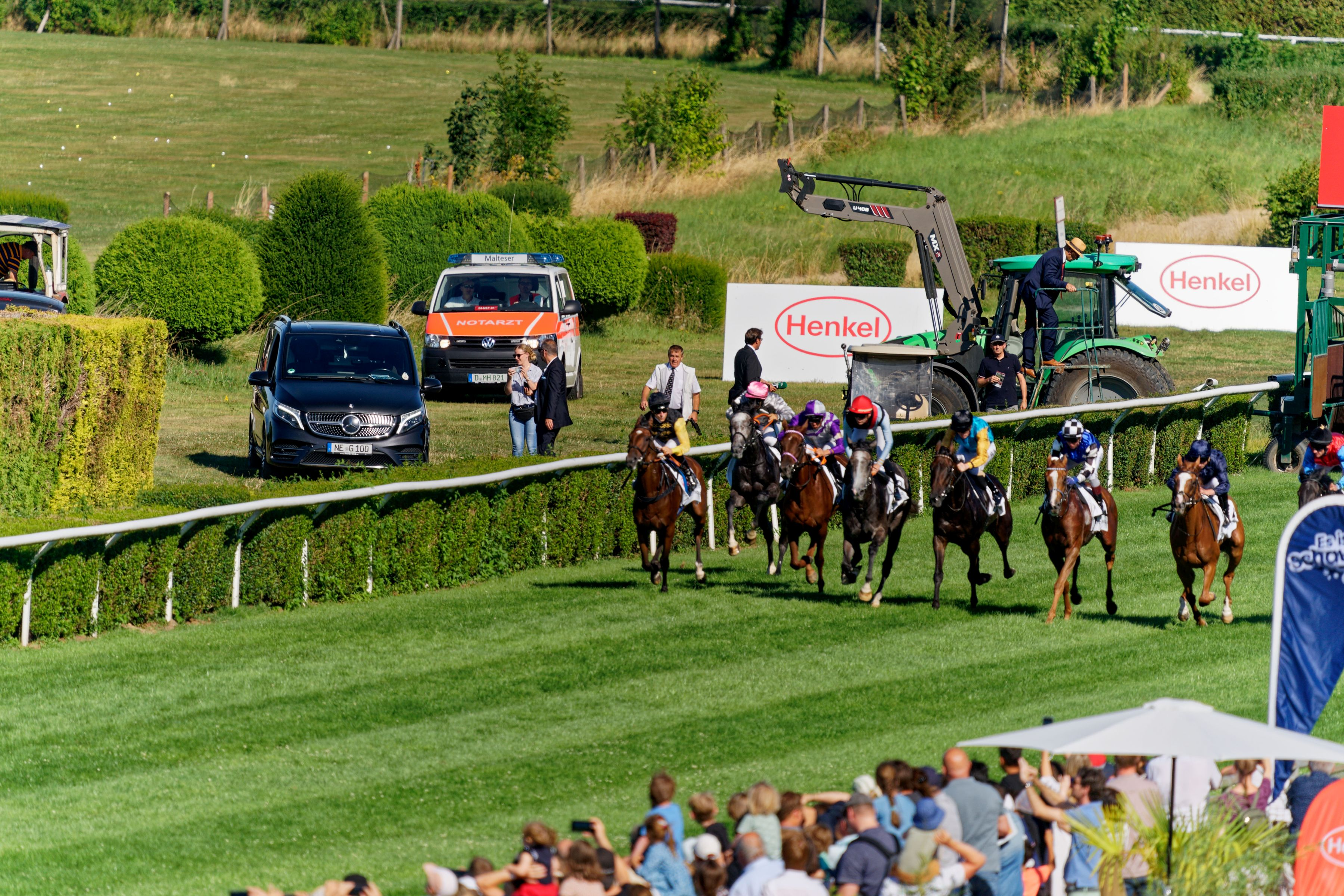
Das Feld kurz nach dem Start
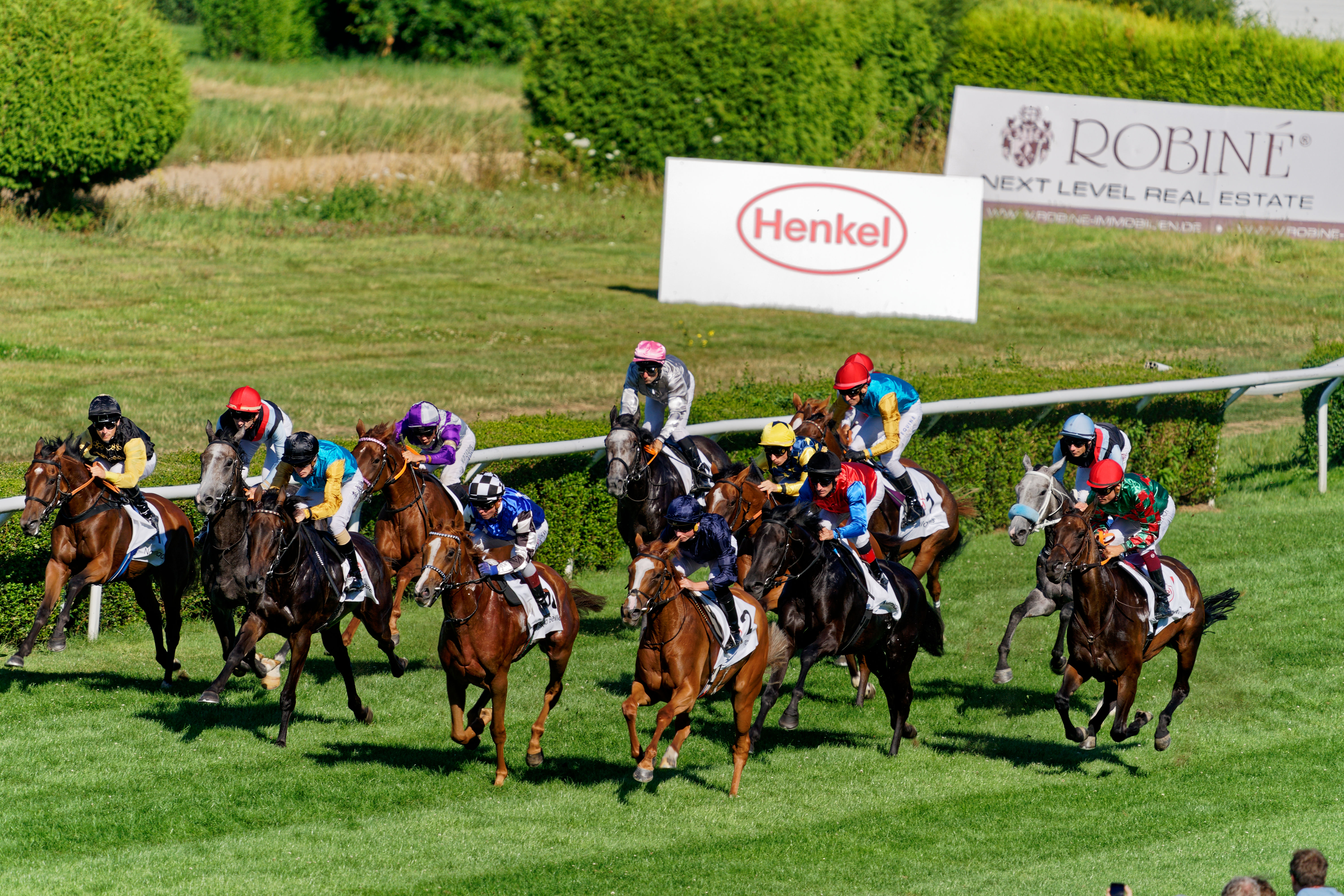
Das Feld sortiert sich nach dem Start
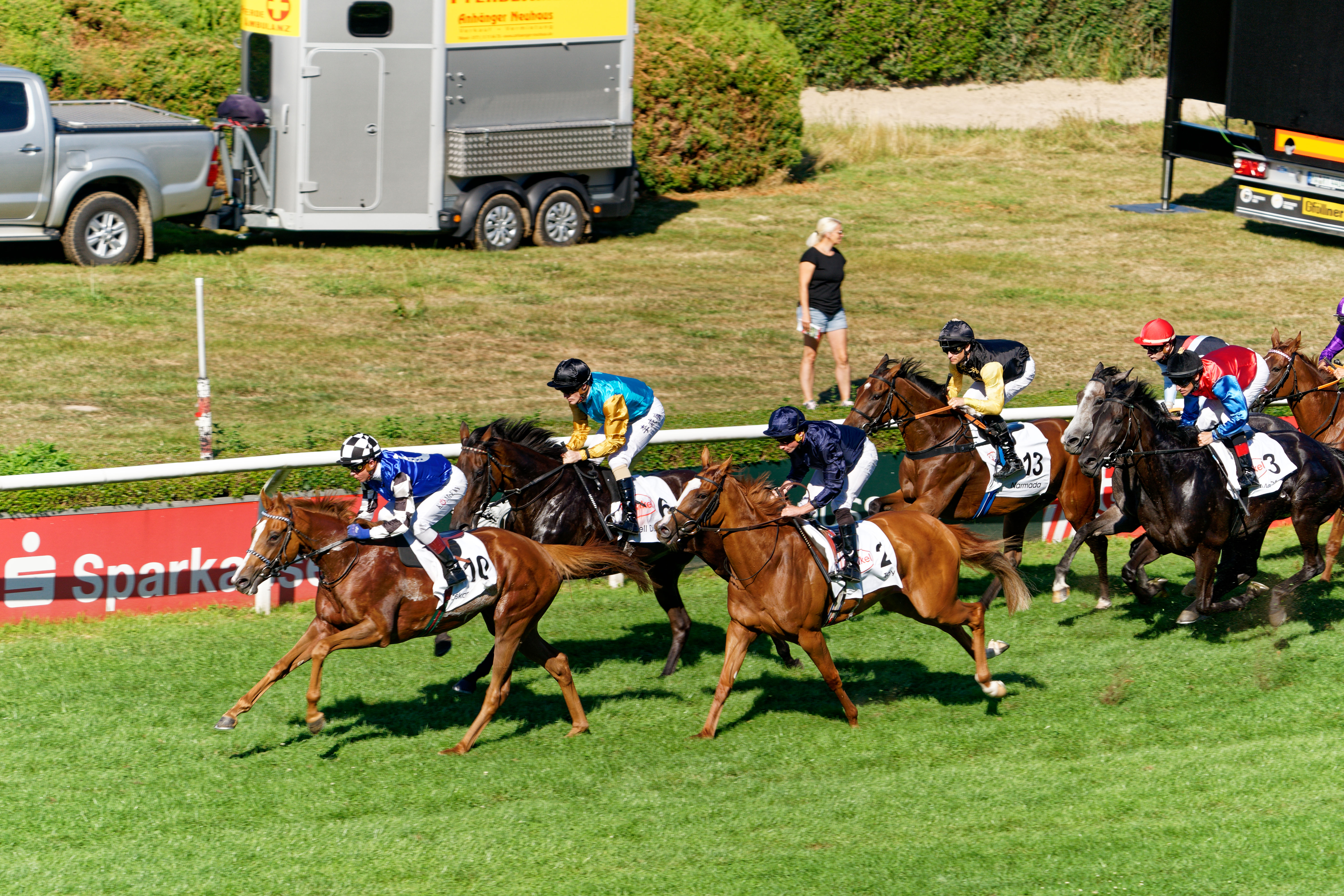
Toskana Belle übernimmt die Führung
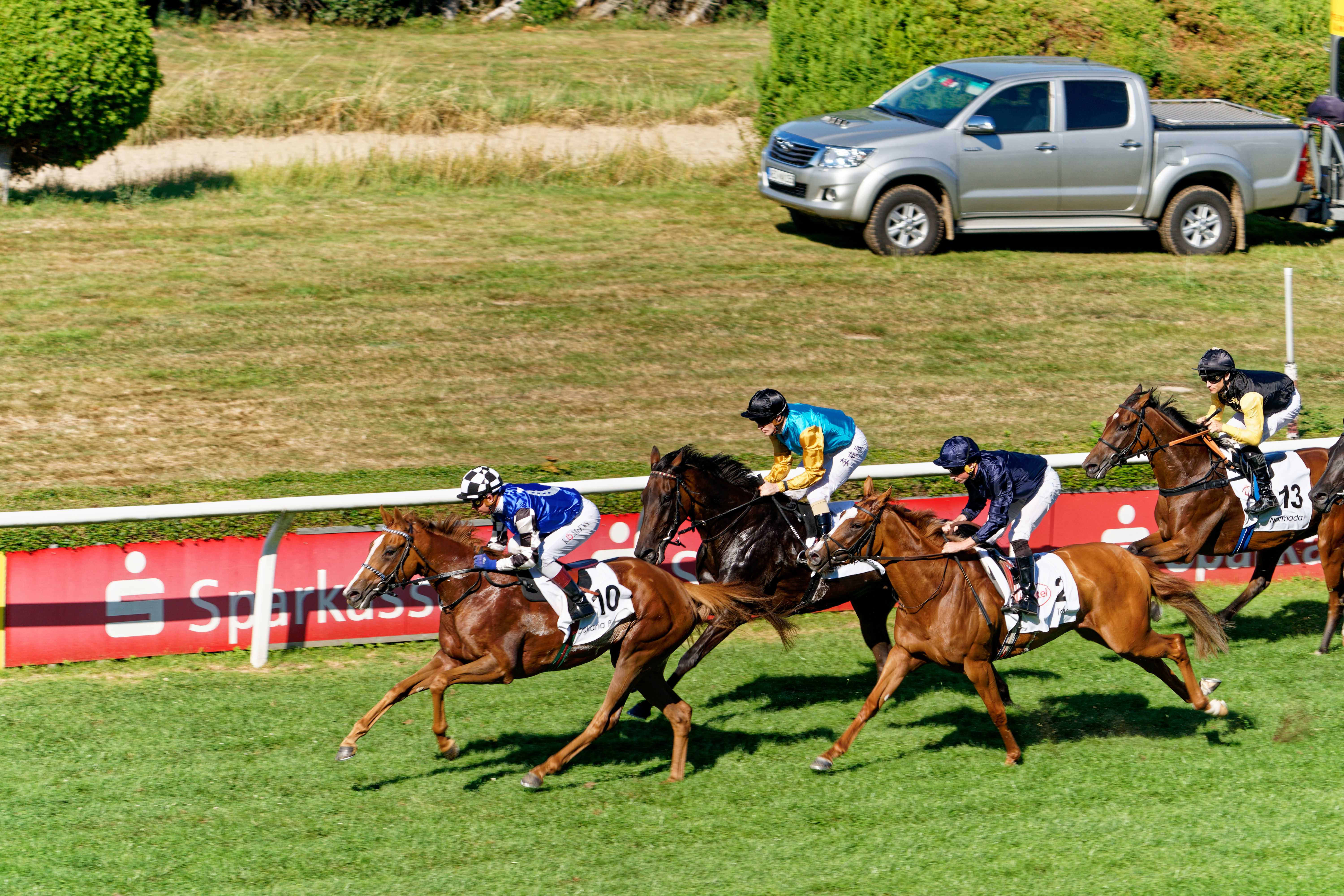
Toskana Belle vor Well Disposed, Toy und Narmada
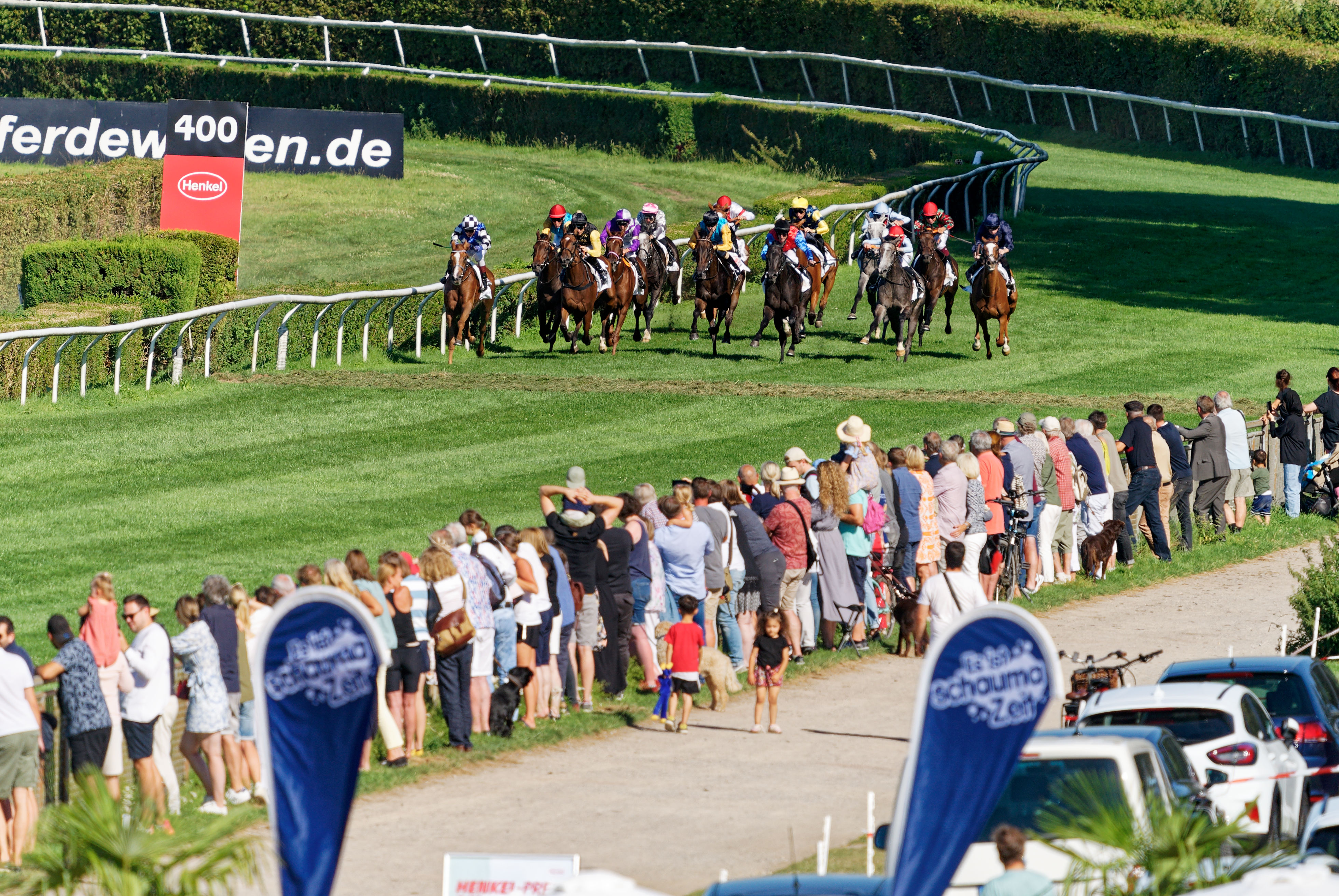
Die Pferde biegen auf die Zielgerade ein
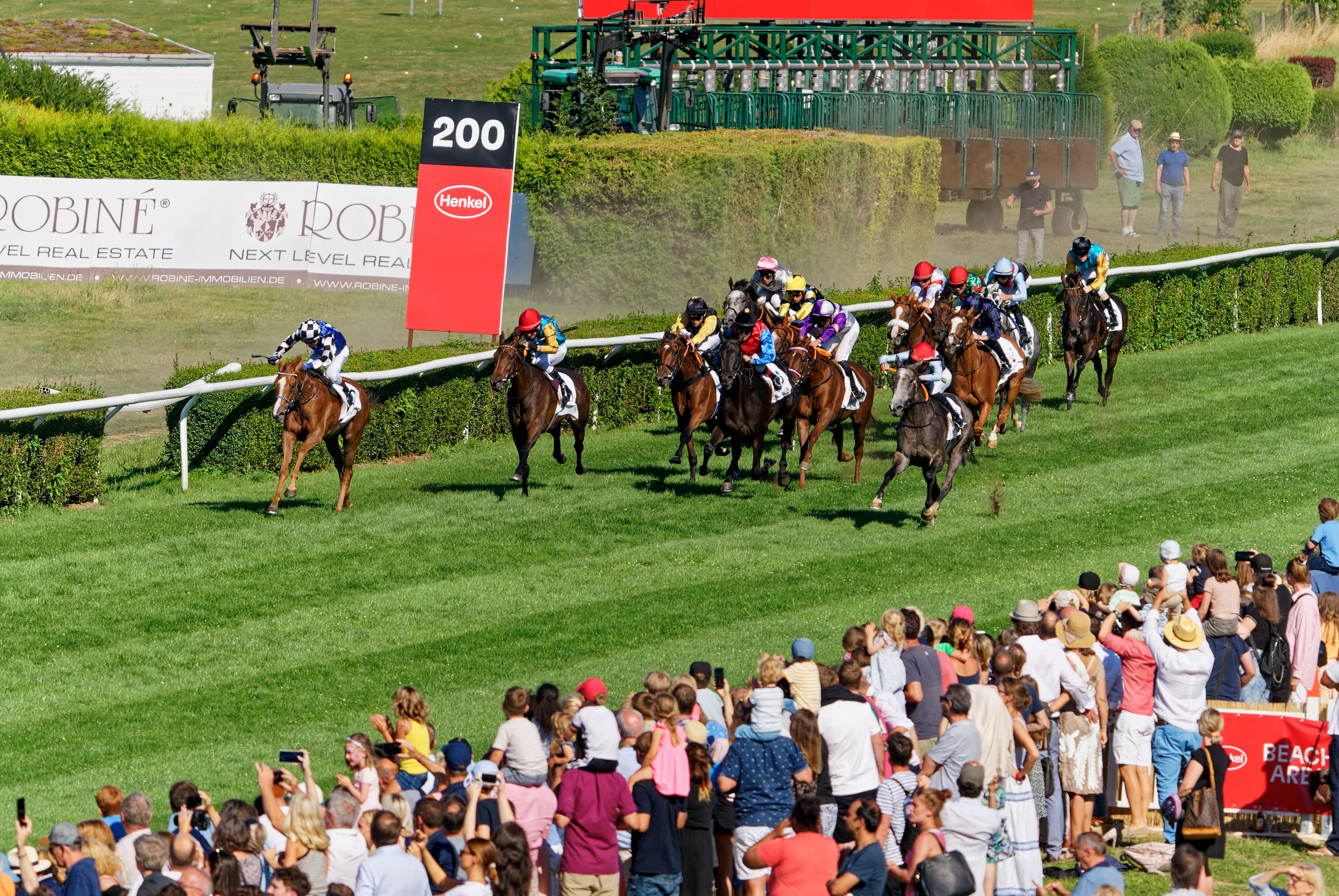
Toskana Belle vor Wagnis, Mylady greift außen an
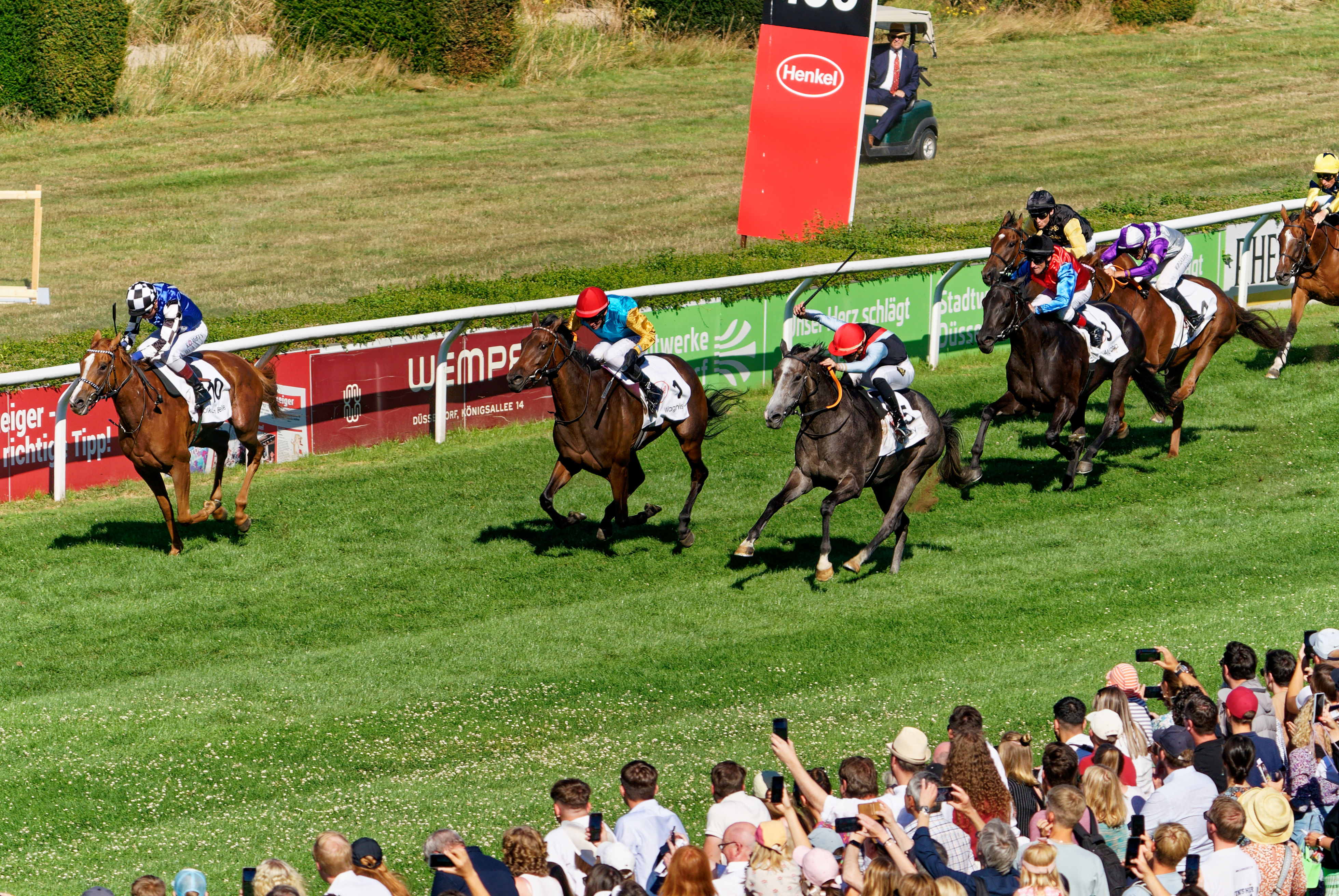
100 Meter vor dem Ziel führt Toskana Belle vor Wagnis, Mylady, Mountaha, Narmada und Nachtrose
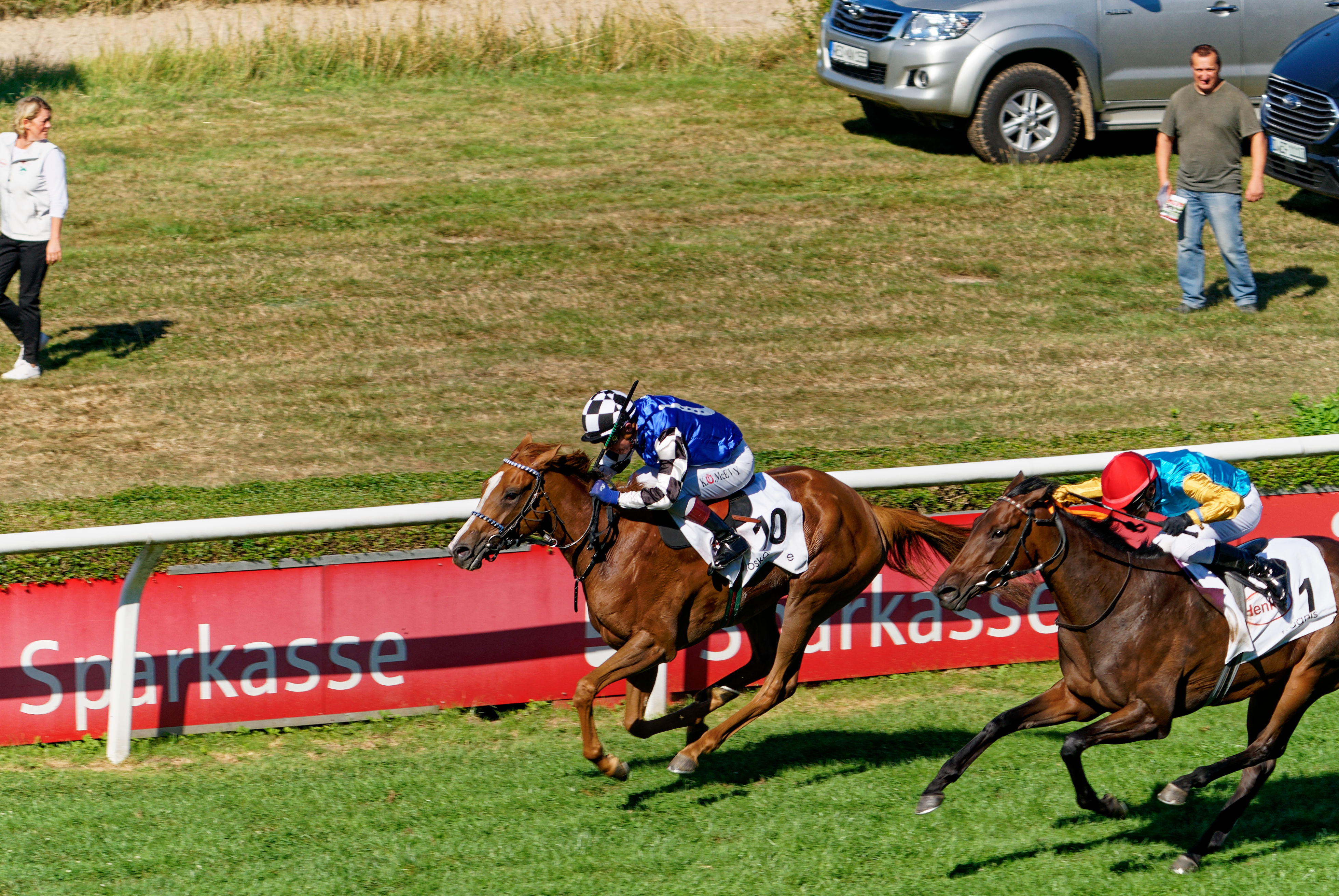
Kurz vor dem Ziel führt Toskana Belle vor der stark aufkommenden Wagnis

## Bilder von der Siegerehrung

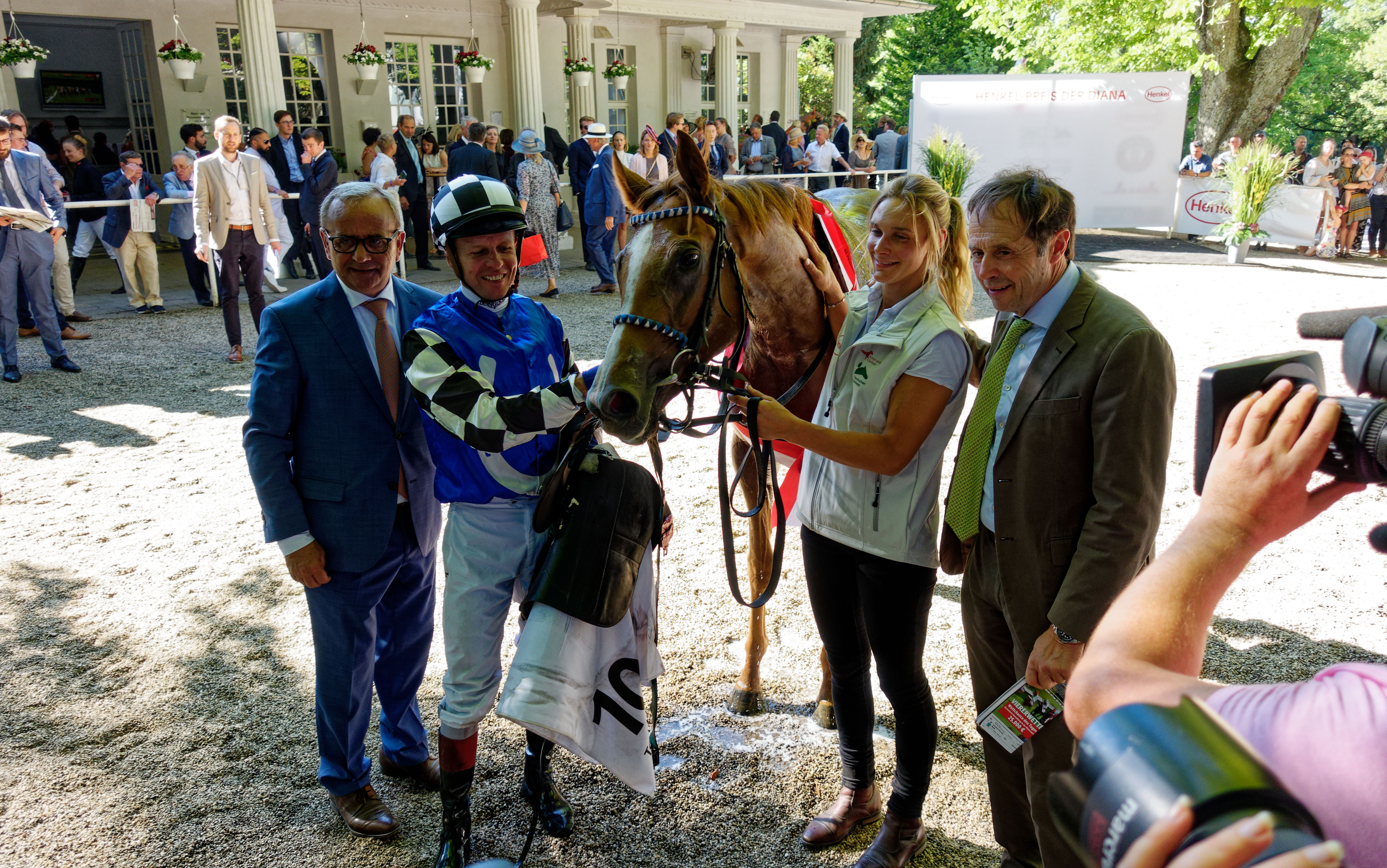
Das Siegerteam im Absattelring
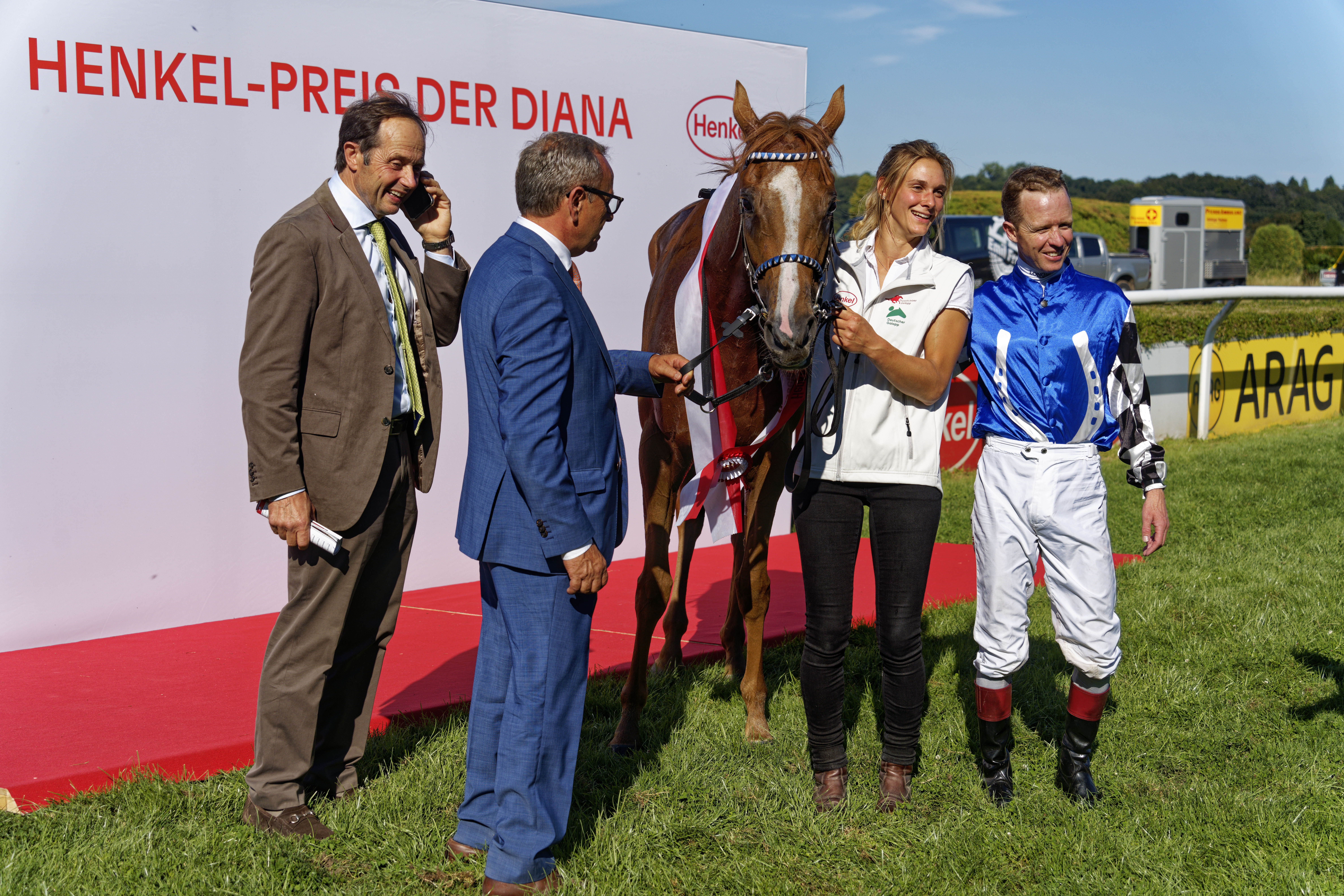
Das Siegerteam vor der Siegerehrung
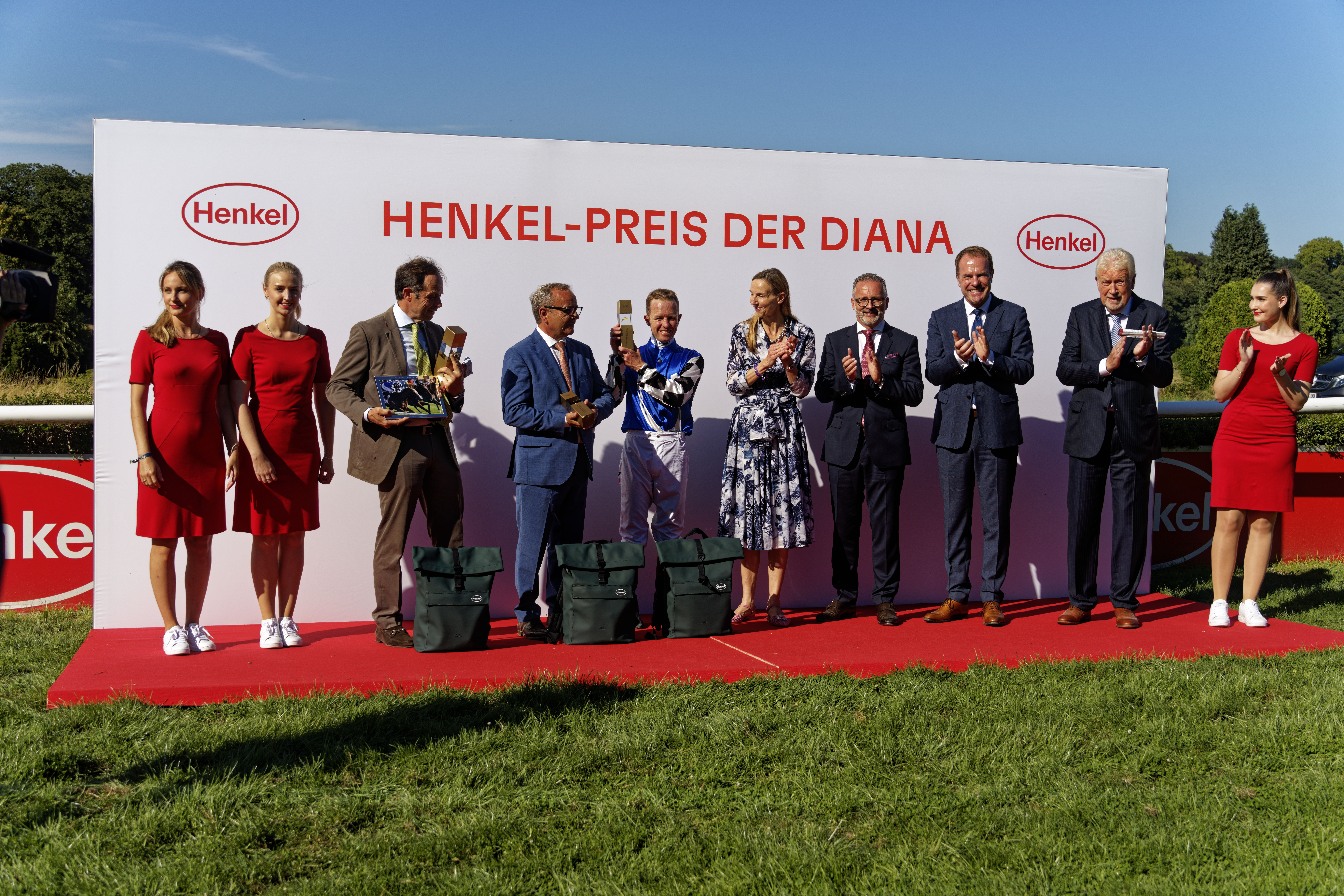
Gesamtbild bei der Siegerehrung